# Fulvio Valbusa
Fulvio Valbusa (Verona, 15 febbraio 1969) è un ex fondista italiano.
È fratello di Sabina, a sua volta fondista di alto livello.

## Biografia

### Carriera sciistica
In Coppa del Mondo ha esordito il 4 gennaio 1992 nella 30 km a tecnica classica di Kavgolovo (36°), ha ottenuto il primo podio il 14 gennaio 1996 nella staffetta di Nové Město na Moravě (3°) e la prima vittoria il 3 febbraio successivo nella sprint a squadre a tecnica libera di Seefeld in Tirol. In gare individuali ha ottenuto il primo podio il 2 febbraio 1996 nella 10 km a tecnica libera di Seefeld in Tirol (2°) e la prima vittoria il 16 dicembre 1997 nella 15 km a tecnica libera della Val di Fiemme. La sua migliore stagione è stata quella 1996-1997, quando ha chiuso al terzo posto la classifica generale e al secondo quella di sprint.
In carriera ha partecipato a cinque edizioni dei Giochi olimpici invernali, Albertville 1992 (17° nella 30 km), Lillehammer 1994 (29° nella 10 km, 22° nell'inseguimento), Nagano 1998 (11° nella 10 km, 5° nella 30 km, 5° nella 50 km, 5° nell'inseguimento, 2° nella staffetta), Salt Lake City 2002 (31° nella 15 km, 27° nella sprint, 18° nell'inseguimento) e Torino 2006 (12° nella 15 km, 30° nella 50 km, 1° nella staffetta con Giorgio Di Centa, Pietro Piller Cottrer e Cristian Zorzi) e a sette dei Campionati mondiali, vincendo cinque medaglie.
È tuttora l'ultimo vincitore italiano della Marcialonga, essendosi aggiudicato l'edizione del 2000.

### Altre attività
Nelle elezioni amministrative del 2007 fu candidato capolista a Verona per Alleanza Nazionale, ottenendo 173 preferenze.
Agente del Corpo Forestale dello Stato.
Inoltre è telecronista delle gare di sci di fondo per il canale Eurosport.
Il 30 settembre 2021 pubblica "Randagio", romanzo autobiografico scritto con l'autrice Serena Marchi ed edito da Fandango Libri di Roma grazie al quale, il 12 novembre 2022, riceve il premio letterario sportivo "Gianni Mura", indetto dal Salone del Libro di Torino in collaborazione con la città di Torino.

## Palmarès

### Olimpiadi
- 2 medaglie:
  - 1 oro (staffetta Torino 2006 con Giorgio Di Centa, Pietro Piller Cottrer e Cristian Zorzi)
  - 1 argento (staffetta Nagano 1998 con Marco Albarello, Fabio Maj e Silvio Fauner)

### Mondiali
- 5 medaglie:
  - 1 argento (15 km a Oberstdorf 2005)
  - 4 bronzi (staffetta[4] a Thunder Bay 1995; staffetta[4] a Trondheim 1997; inseguimento[4], staffetta[4] a Ramsau am Dachstein 1999))

### Mondiali Juniores
- 1 medaglia:
  - 1 argento (30 km TL  Saalfelden 1988)

### Coppa del Mondo
- Miglior piazzamento in classifica generale: 3º nel 1997
- 23 podi (12 individuali, 11 a squadre[5]), oltre a quelli conquistati in sede iridata e validi ai fini della Coppa del Mondo:
  - 5 vittorie (2 individuali, 3 a squadre)
  - 11 secondi posti (5 individuali, 6 a squadre)
  - 7 terzi posti (5 individuali, 2 a squadre)

#### Coppa del Mondo - vittorie
| Data             | Luogo            | Paese   | Disciplina                                                             |
| ---------------- | ---------------- | ------- | ---------------------------------------------------------------------- |
| 3 febbraio 1996  | Seefeld in Tirol | Austria | Sprint a squadre TL (con Silvio Fauner)                                |
| 16 dicembre 1997 | Val di Fiemme    | Italia  | 15 km TL                                                               |
| 13 dicembre 2000 | Clusone          | Italia  | Sprint a squadre TL (con Fabio Maj)                                    |
| 24 novembre 2002 | Kiruna           | Svezia  | 4x10 km (con Giorgio Di Centa, Pietro Piller Cottrer e Cristian Zorzi) |
| 6 febbraio 2004  | La Clusaz        | Francia | 15 km TL                                                               |

Legenda:

TC = tecnica classica

TL = tecnica libera